# Oebola
Oebola is een bestuurslaag in het regentschap Kupang van de provincie Oost-Nusa Tenggara, Indonesië. Oebola telt 1776 inwoners (volkstelling 2010).